# Brad Dourif
Bradford Claude „Brad“ Dourif (* 18. března 1950) je americký herec. Jeho dcerou je herečka Fiona Dourif.

## Životopis
Jeho otec zemřel, když mu byly pouhé 3 roky. Od šestnácti let byl Dourif obsazován do minirolí v regionálních divadlech. Později odjel do New Yorku, kde studoval herectví u Sanforda Meisnera. 
Tři roky působil v divadelním souboru Circle Repertory Company. Byl obsazen do filmu Miloše Formana Přelet nad kukaččím hnízdem, kde si zahrál postavu koktavého Billyho Bibbita. Za tuto roli mu uděleny ceny Bafta a Zlatý glóbus. Po několika dalších filmech si dal na chvíli s natáčením pauzu, aby mohl učit herectví a režii na Columbia University v New Yorku. Později se před kameru vrátil a byl obsazován do většinou záporných rolí a do filmů béčkových (např. Noční směna, Živá pochodeň). Hrál též např. ve filmech Duna, kde ztvárnil roli mentata Pitera de Vries, Dětská hra (v roli masového vraha Charlese Lee Raye) či Vetřelec: Vzkříšení. Ve snímcích Pán prstenů: Dvě věže a Pán prstenů: Návrat krále se objevil v roli Grímy Červivce. Hrál také ve sci-fi seriálech Akta X (jako odsouzenec na smrt Luther Lee Boggs v epizodě „Tam za mořem“, 1994), Babylon 5 (epizoda „Passing Through Gethsemane“ z roku 1995, kde ztvárnil bratra Edwarda) či Star Trek: Vesmírná loď Voyager (Betazoid Lon Suder v epizodách „Splynutí myslí“ a „Základy“ z roku 1996).
V roce 1984 hrál ve videoklipu k písni „Stranger in Town“ od americké skupiny Toto.